# Afonso de Albuquerque

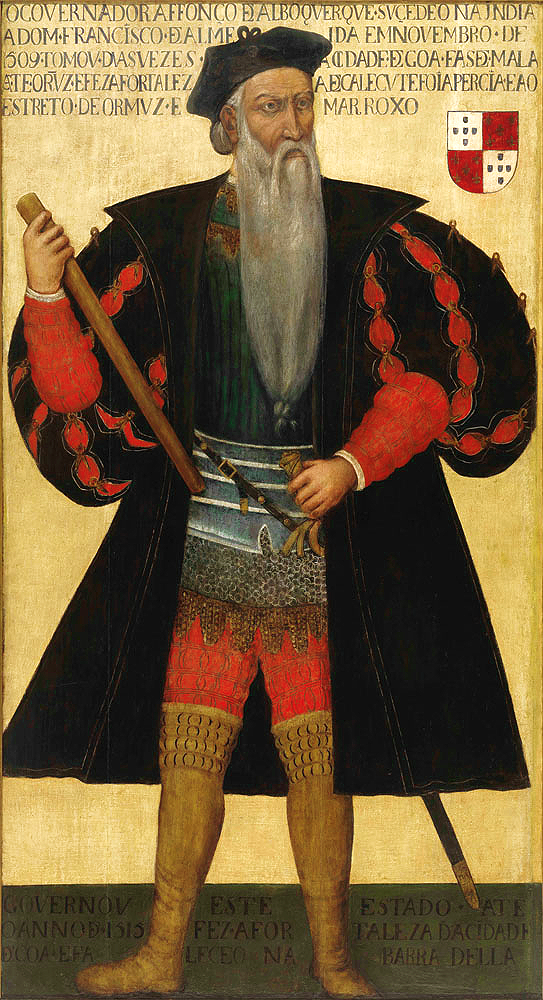
Portret van Afonso de Albuqurque
(na 1545)

Afonso de Albuquerque, bijgenaamd Afonso de Grote (Alhandra, 1453 - op de rede van Goa, 16 december 1515) was de tweede Portugese onderkoning van India, en geldt als de grootste onderkoning en de belangrijkste persoon in de stichting van Portugees-Indië.
Albuquerque werd geboren in Alhandra, nabij Lissabon rond het jaar 1453. Door zijn vader, Gonçalo, die een belangrijke positie aan het hof innam, werd hij verbonden aan de koninklijke familie van Portugal. Hij werd opgeleid aan het hof van Alfons V van Portugal. Hij vocht in 1471 in Noord-Afrika, waarna hij enige tijd in Marokko bleef, en in 1476 tegen Castilië vocht, en in 1480 in de golf van Tarente, voor de koning van Napels tegen de Ottomanen. Bij zijn terugkeer in Portugal werd hij benoemd tot estribeiro-mor door Johan II, maar met diens opvolger Emanuel I kon hij niet zo goed opschieten, en hij verbleef opnieuw enige tijd als militair in Noord-Afrika.
In 1503 kreeg hij de leiding over een deel van een militaire expeditie naar India. Een van de andere twee delen werd geleid door zijn neef Francisco d'Albuquerque. Hij slaagde erin veilig de koning van Cochin te bereiken en te steunen tegen een juist op dat moment woedende aanval. In ruil daarvoor kreeg hij toestemming om een Portugees fort in Cochin te bouwen, dat hij onder bevel van Duarte Pacheco plaatste, en zo legde hij de fundamenten van het imperium van zijn land in het Oosten. Ook stichtte hij een factorij in Quilon. In 1504 keerde hij in Lissabon terug.
In 1506 werd Albuquerque opnieuw naar India gezonden. Met Tristão da Cunha kreeg hij de opdracht de Portugese macht in Indië zo veel mogelijk te versterken. Daarnaast kreeg Albuquerque de geheime opdracht om onderkoning Francisco de Almeida na 3 jaar op te volgen. Albuquerque en Da Cunha kwamen nabij Kaap de Goede Hoop in een storm terecht, maar wisten zich bij Mozambique te hergroeperen. Diverse Arabische havens aan de Afrikaanse oostkust werden aangevallen, en het eiland Socotra, strategisch gelegen bij de ingang van de Rode Zee, werd veroverd. Hier scheidden de wegen van Albuquerque en da Cunha zich, de laatste voer door naar India en daarna terug naar Portugal. Albuquerque voer langs de kust van Arabië naar Hormuz, een belangrijke havenstad aan de ingang van de Perzische Golf, en wist tegenover een vijandelijke overmacht de stad succesvol te belegeren, en de lokale heerser tot een Portugese vazal te maken. Het duurde tot december 1508 voor Albuquerque in India aankwam; er waren toen nog maar 2 schepen van zijn vloot over.
In 1509 volgde Albuquerque Almeida op als onderkoning. Hij volgde een agressieve uitbreidingspolitiek, wat al het volgende jaar leidde tot aanvallen op Calicut, Cochin en Goa.
Datzelfde jaar stuurde koning Manuel een expeditie naar Malakka, op dat moment de belangrijkste haven aan de Straat Malakka en van heel Zuidoost-Azië. De expeditie, geleid door Diogo Lopes de Sequeira, was onsuccesvol - Sequeira zelf bracht het er slechts ternauwernood levend af, en veel van zijn mannen werden door de sultan gevangengezet. Manuel zond Diogo Mendes de Vasconcellos naar Malakka, maar toen deze in India aankwam, besloot Albuquerque dat niet Vasconcellos maar hijzelf de leiding moest hebben. Met 18 schepen (waaronder de 4 van Vasconcellos) voer hij in 1511 naar Malakka, en veroverde de stad. Onder de deelnemers aan de verovering bevond zich ook Fernão de Magalhães, die later in Spaanse dienst de eerste reis rond de wereld leidde. Afonso de Albuquerque slaagde er niet in om het Koninkrijk Demak te verslaan.
In 1511 stuurde hij de eerste Portugese expeditie onder leiding van Francisco Serrão naar de zogenaamde Specerij-eilanden (Banda-eilanden).
Voor zijn volgende expeditie vertrok Albuquerque in 1513 vanuit Goa naar Aden. Hij trachtte de stad te veroveren, maar dit mislukte. Hij voer ongeveer 300 km de Rode Zee binnen voordat ongunstige wind en gebrek aan drinkwater hem dwongen terug te keren. Op de terugweg werd Aden opnieuw aangevallen, opnieuw zonder succes. In 1515 heroverde hij Hormuz, dat tegen de Portugezen in opstand was gekomen. Zijn gezondheid was echter inmiddels door klimaat en spanning aangetast, en de koning zond Lopo Soares naar India als zijn opvolger. Albuquerque keerde terug naar Portugal, maar stierf op zee kort na zijn vertrek uit Goa.